# 私立探偵スペンサー
『私立探偵スペンサー』（しりつたんてい - 、英語原題: Spenser: For Hire）は、1985年から1988年まで米国のABCで放映された、ロバート・B・パーカーの『スペンサー』シリーズを原作とするテレビドラマ。日本では第1シーズンがTBSの深夜に放送された。

## 概要
1985年9月に、エドガー賞 長編賞受賞作の『約束の地』を原作とした2時間のパイロット作品を放映し、翌週から第1シーズン21本を放映した。しかし、放映時間が『特捜刑事マイアミ・バイス』と同じ金曜10時台だったため、視聴率は低迷した。翌第2シーズンは時間帯を土曜10時台に移動するが、今度はスペンサーの恋人・スーザン役のバーバラ・ストックが降板する。ストックは第3シーズンに復帰するが、シリーズはここで打ち切りとなった。終了後、1990年代に単発TVムービー4本が制作・放映された。

## キャスト
- スペンサー：ロバート・ユーリック（日本語吹替え：星野充昭）
- ホーク：エイヴリー・ブルックス（日本語吹替え：笹岡繁蔵）
- スーザン・シルバーマン：バーバラ・ストック（日本語吹替え：井上喜久子） - 第1・第3シーズン
- フランク・ベルソン巡査部長：ロン・マクラーティー（日本語吹替え：茶風林）
- マーティン・クワーク警部補：リチャード・ジャッケル（日本語吹替え：西村知道） - 第2シーズンまで
- リタ・フィオリ検事補：キャロリン・マッコーミック - 第2シーズンのみ

## スピンオフ『ホークと呼ばれた男』
『スペンサー』終了後の1989年1月、ABCでホークを主人公としたスピンオフ作品『ホークと呼ばれた男』（英名: A Man Called Hawk）が開始された。ボストンを離れ故郷のワシントンD.C.の黒人居住区に移ったホークが、街の平和を守るため活躍する、という内容だった。レギュラーはブルックスと、父親代わりの「オールド・マン」役のモーゼス・ガンの2人。ウェズリー・スナイプスやアンジェラ・バセット、サミュエル・L・ジャクソンなど黒人スターがゲスト出演したり、オープニングを始めとする音楽をスタンリー・クラークが担当したが、番組は全13話と短命に終わった。日本では1992年に毎日放送の深夜で放映された。